# Shvaygn = Toyt
Albums de The Klezmatics
Rhythm + Jews
Shvaygn = Toyt est le premier album du groupe de musique klezmer, The Klezmatics, sorti en 1988 sur le label Pi'ra:Nha.

## Titres de l'album
1. Ershter Vals
2. Glezele Vayn
3. Tantst Yidlekh
4. Russian Shers
5. Bilvovi
6. Dzhankoye
7. Ale Brider
8. Czernowitzer Bulgar
9. Mazltov, Zelda/Zeydns Tants
10. Schneider-Zwiefacher
11. Rebns Khasene/Khasene Tants
12. Di Zun Vet Aruntergeyn